# Kremerata Baltica
Kremerata Baltica è un'orchestra da camera fondata nel 1997 da Gidon Kremer e costituita da giovani musicisti provenienti da diversi paesi baltici (Estonia, Lettonia, Lituania). Il nome è un gioco di parole sul cognome del fondatore e sul termine camerata, usato in contesto musicale in riferimento ad alcuni gruppi, in particolare la celebre Camerata de' Bardi nel rinascimento.

## L'orchestra
Il gruppo è costituito da 27 musicisti selezionati da Gidon Kremer, la cui età media nel 2012 era di 27 anni. Nonostante la giovane età, il gruppo ha un'impostazione strettamente professionale ed i membri sono tutti musicisti professionisti o stanno terminando gli studi. Se necessario, l'orchestra assiste i suoi membri anche nell'acquisizione di strumenti di adeguato livello.
Dal 2019 l’orchestra si esibisce anche in compagini ridotte, tra le quali la Kremerata Lettonica e la Kremerata Lituanica, composte rispettivamente dai componenti lettoni e lituani dell’orchestra, e la Kremerata Baltica Soloists. Quest’ultima è composta dalle prime parti dell’orchestra, spesso insieme a strumentisti a fiato, e diretta dal direttore italiano Christian Frattima. L'attività principale della Kremerata Baltica è una relativamente densa serie di tour internazionali (cinque o sei all'anno) che hanno visto l'orchestra esibirsi in sale da concerto di tutto il mondo, tra le quali il Musikverein (Vienna), la Carnegie Hall (New York), la Philharmonie im Gasteig (Monaco), il Théâtre du Châtelet (Parigi), il Palacio de Bellas Artes (Città del Messico), la Royal Albert Hall (Londra). Il gruppo ha partecipato inoltre a diversi festival internazionali, tra i quali il Festival di Salisburgo ed i BBC Proms. A partire dal 2020 la Kremerata Baltica è orchestra in residence al Festival internazionale di Mažeikiai (Lituania).
Il gruppo si caratterizza per la scelta del repertorio, che include composizioni poco frequentemente eseguite, trascrizioni e prime esecuzioni di compositori contemporanei, particolarmente quelli di area baltica. A partire dal 2022 la Kremerata Baltica ha iniziato ad affacciarsi al mondo dell’opera da camera. Titoli già eseguiti dall’orchestra, diretta da Christian Frattima sono L’Italiana in Algeri di Gioachino Rossini, Don Giovanni e Il re pastore di Wolfgang Amadeus Mozart.

## Amministrazione
L'orchestra ha il management presso Impressariat Simmenauer (Amburgo) ed è amministrata da due entità senza scopo di lucro, la fondazione Kremerata Baltica Stiftung (Amburgo) e la società Latvian State Company Ltd (Lettonia). Il gruppo è sostenuto economicamente e moralmente dai ministeri alla cultura dei governi di Lituania, Lettonia ed Estonia, i quali hanno ratificato un protocollo internazionale a questo scopo.

## Discografia
Kremerata Baltica ha vinto un Grammy Award nel 2002 nella categoria Classical Music: Best Small Ensemble Performance con il disco After Mozart, ed ha ottenuto una nomination nel 2003 con il disco George Enescu, incisione di diverse composizioni del celebre compositore rumeno.
Discografia:
- 1999 - Vasks: Distant Light / Voices (Teldec)
- 1999 - Tango Ballet (Teldec)
- 2000 - Eight Seasons (Nonesuch)
- 2000 -  Silencio (Nonesuch)
- 2001 - After Mozart (Nonesuch)
- 2001 - Tracing Astor (Nonesuch)
- 2001 - George Enescu (Nonesuch)
- 2002 - Happy Birthday (Nonesuch)
- 2003 - Russian Seasons (Nonesuch)
- 2004 - Kremerland (Deutsche Grammophon)
- 2005 - In l'istesso tempo (ECM)
- 2005 - String Quartet in G Major (ECM)
- 2006 - Los Angeles Street Concerto: Michala Petri plays Thomas Koppel  (Dacapo)
- 2006 - Shostakovich (Deutsche Grammophon)
- 2007 - Gustav Mahler/Dmitri Shostakovich (ECM)
- 2009 - Mozart: The Complete Violin Concertos (Nonesuch)
- 2010 - Mozart: Piano Concertos 20 & 27 (EMI)
- 2010 - Hymns and Prayers (ECM)
- 2010 - De Profundis (Nonesuch)
- 2012 - Transfigurations (Burleske)
- 2012 - The Art of Instrumentation: Homage to Glenn Gould (Nonesuch)
- 2014 - Mieczysław Weinberg (ECM)
- 2015 -  John Tavener 2015 con Mario Brunello (Egea Records)